# ネッカータイルフィンゲン

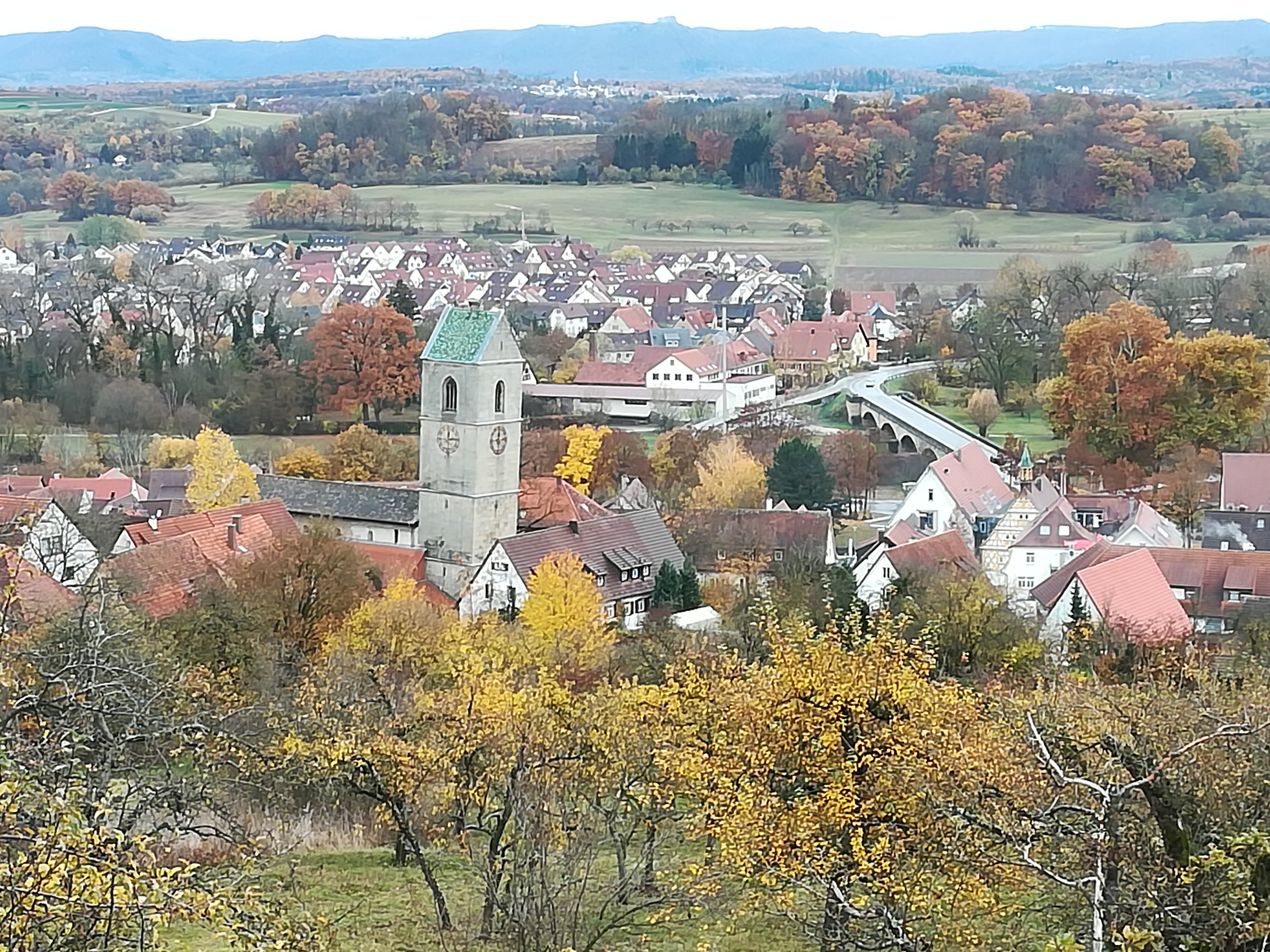
ネッカータイルフィンゲンのパノラマ

ネッカータイルフィンゲン (ドイツ語: Neckartailfingen) はドイツ連邦共和国バーデン＝ヴュルテンベルク州シュトゥットガルト行政管区のエスリンゲン郡に属す町村（以下、本項では便宜上「町」と記述する）である。この町はシュヴェービシェ・アルプの麓に位置している。この町はシュトゥットガルト地方（1992年まではミッテレラー・ネッカー地方）およびシュトゥットガルト大都市圏に属す。

## 地理

### 位置
ネッカータイルフィンゲンはネッカー川の河畔、シュトゥットガルトの南約 25 km、アルプトラウフの北西 8 km に位置している。古い町の中心部はネッカー川の左岸側にある。ネッカー川右岸は主に第二次世界大戦後に建設された、いわゆる「フォアシュタット」（歴史的に市壁の外に建設された町。転じて衛星都市を意味する）をなしている。

### 隣接する市町村
ネッカータイルフィンゲンは、北はアイヒタール、東はニュルティンゲン、南はアルトドルフ、南西はネッカーテンツリンゲン、西はシュライトドルフと境を接している（いずれもエスリンゲン郡）。

### 自治体の構成
ネッカータイルフィンゲンには、ネッカータイルフィンゲン地区以外の地区はない。町域内に廃村ブルク・リーベナウがある。

### 土地利用
2020年現在のこの町の用途別土地面積および占有率は以下の通りである。
| 用途         | 面積 (ha) | 占有率 (%) |
| ------------ | --------- | ---------- |
| 住宅用地     | 57        | 7.0        |
| 商工業用地   | 23        | 2.8        |
| レジャー用地 | 16        | 2.0        |
| 交通用地     | 78        | 9.5        |
| 農業用地     | 443       | 53.8       |
| 森林         | 135       | 16.5       |
| 水域         | 39        | 4.7        |
| その他       | 32        | 3.9        |
| 合計         | 823       | 100.0      |

## 歴史

### 中世
ネッカータイルフィンゲンは、1090年頃にヒルザウ文書 (Codex Hirsaugiensis) に Tagelvingen として初めて記録されている。この集落は当時ウラッハ伯領に属しており、その後アハルム伯領となった。記録によれば、アハルム伯のリウトルト（リウトルフとする記述もある）およびクーノが多くの所領と教会をヒルザウ修道院に寄進した。寄進の精確な時期はヒルザウ文書に記されていない。しかしアハルム伯クーノが1092年に亡くなっていることから、寄進は1090年頃と推測されている。ロマネスク様式のマルティンス教会は、ヒルザウ修道院のために、おそらく1111年に完成した（天井の梁の年輪年代測定法による）。1254年から1265年の間にヴュルテンベルク伯がアハルム城を含むウラッハ伯領を購入した。ネッカータイルフィンゲンもこの土地に含まれていたためヴュルテンベルク領となり、1945年の州分割までこれに属した。

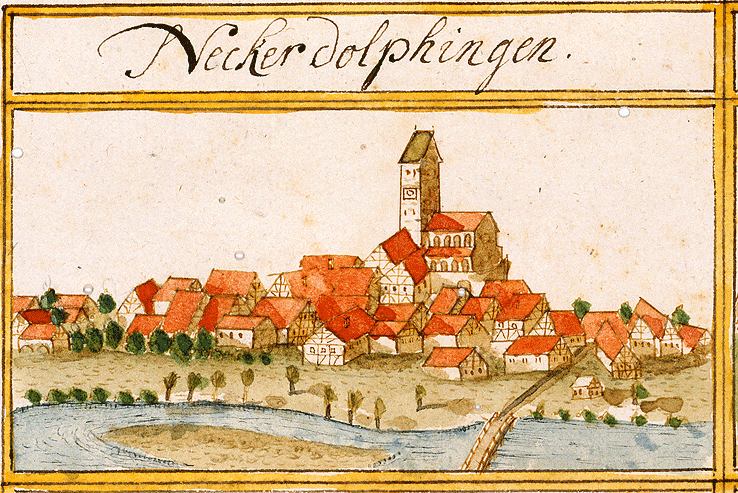
1683年にアンドレアス・キーザーによって描かれたネッカータイルフィンゲン

### 近世以後
この村は1536年にアムト・ニュルティンゲンとともに、アルトヴュルテンベルク全域と同様に福音主義に改宗された。1541年に旧ニュルティンゲン郡で最初の学校（ドルフシューレ）が設けられた。三十年戦争では、ネルトリンゲンの戦い後に司令官ヴァルター・ブトラーが率いる竜騎兵（主にクロアチア人からなる）によって略奪され、教会、ブドウ搾り所、1軒の家、2棟の小さな小屋を除いて完全にはき払われた。数年後にやっと逃亡していた住民が戻り、村はゆっくりと再建されていった。
ヴュルテンベルクによる購入によって、この村の行政はフォークタイ・ニュルティンゲン（ニュルティンゲン代官区）に移管されていた。この代官区から1758年にオーバーアムト・ニュルティンゲンが創設された。ネッカータイルフィンゲンは、ヴュルテンベルク公領時代後期、1806年から1918年のヴュルテンベルク王国時代、その後のヴュルテンベルク自由人民州時代を通してこのオーバーアムトに属していた。
1598年から郵便馬車シュトゥットガルト - ウラッハ線の宿駅がこの町に設けられた。1807年にはオーバーアムト所在地のニュルティンゲンではなく、交通結節点であるネッカータイルフィンゲンに旧ニュルティンゲン郡最初の郵便局が設けられた。

### 1938年以降の帰属
1938年から1973年までネッカータイルフィンゲンはニュルティンゲン郡に属した。1945年から1952年までこの町は、1945年にアメリカ管理地区に設けられたヴュルテンベルク＝バーデン州に属した。1952年からは新設されたバーデン＝ヴュルテンベルク州に編入された。1973年の郡再編により、ネッカータイルフィンゲンはエスリンゲン郡に属すこととなった。

## 住民

### 人口推移
| 年     | 人口（人） |
| ------ | ---------- |
| 1824年 | 854        |
| 1834年 | 971        |
| 1861年 | 1,039      |
| 1900年 | 963        |
| 1939年 | 966        |
| 1946年 | 1,410      |
| 1950年 | 1,484      |
| 1961年 | 1,842      |
| 1970年 | 2,772      |

| 年     | 人口（人） |
| ------ | ---------- |
| 1987年 | 3,274      |
| 1991年 | 3,364      |
| 1995年 | 3,684      |
| 2005年 | 3,889      |
| 2010年 | 3,771      |
| 2015年 | 3,716      |
| 2020年 | 3,880      |

## 行政

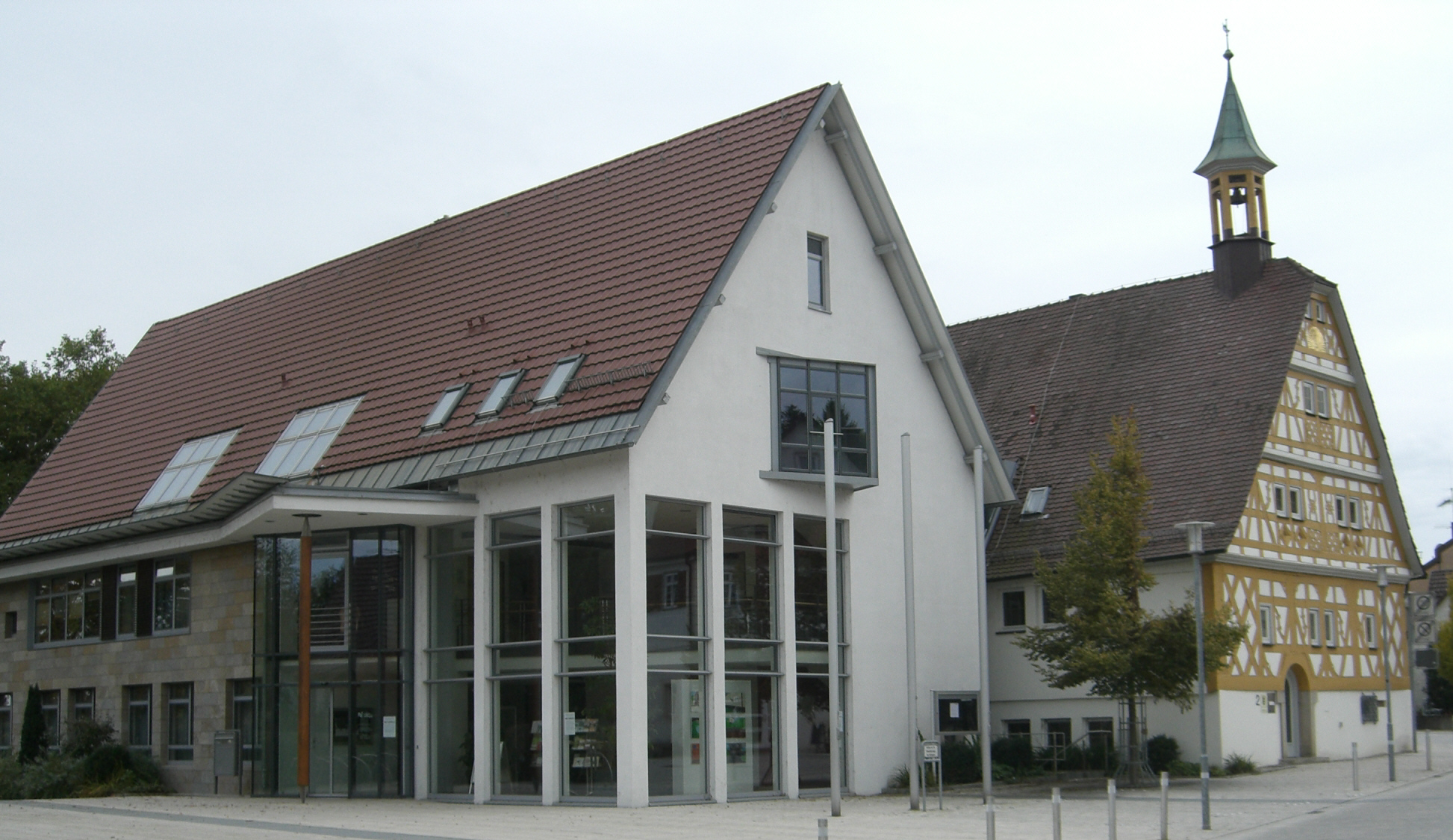
ネッカータイルフィンゲンの新旧町役場

### 首長
町長は1891年までは町議会によって選出されていたが、1891年から町民による直接選挙で選ばれるようになった。第二次世界大戦後の町長を列記する。
- 1945年 - 1949年: パウル・マウラー
- 1949年 - 1955年: エミール・プファイファー
- 1955年 - 1971年: エミール・バウアー
- 1971年 - 1998年: ヴィルヘルム・プライシング
- 1998年 - 2014年: イェンス・ティム
- 2014年 - 2022年: ゲルハルト・ゲルティチュケ
- 2022年 - : ヴォルフガング・ゴーゲル

ヴォルフガング・ゴーゲルは、2022年4月3日の町長選挙で 61.9 % の支持票を獲得して町長に選出された。当時現職だったゲルティチュケの得票率はわずか 29.7 % であった。ゴーゲルは、2022年7月1日に町長に就任した。

### 議会
ネッカータイルフィンゲンの町議会は14議席からなる。町議会はこれらの選出された名誉職の議員と、議長を務める町長で構成される。町長は町議会において投票権を有している。

### 紋章
1951年から公式に用いられている紋章の図柄は、赤地に金色（黄色）のマウアーハーケン（直訳: 壁の留め具、逆Z字型、先端が尖り、やや斜めに配置されている）。この紋章は、1683年のネッカータイルフィンゲンの境界石にまで遡る。

## 経済と社会資本

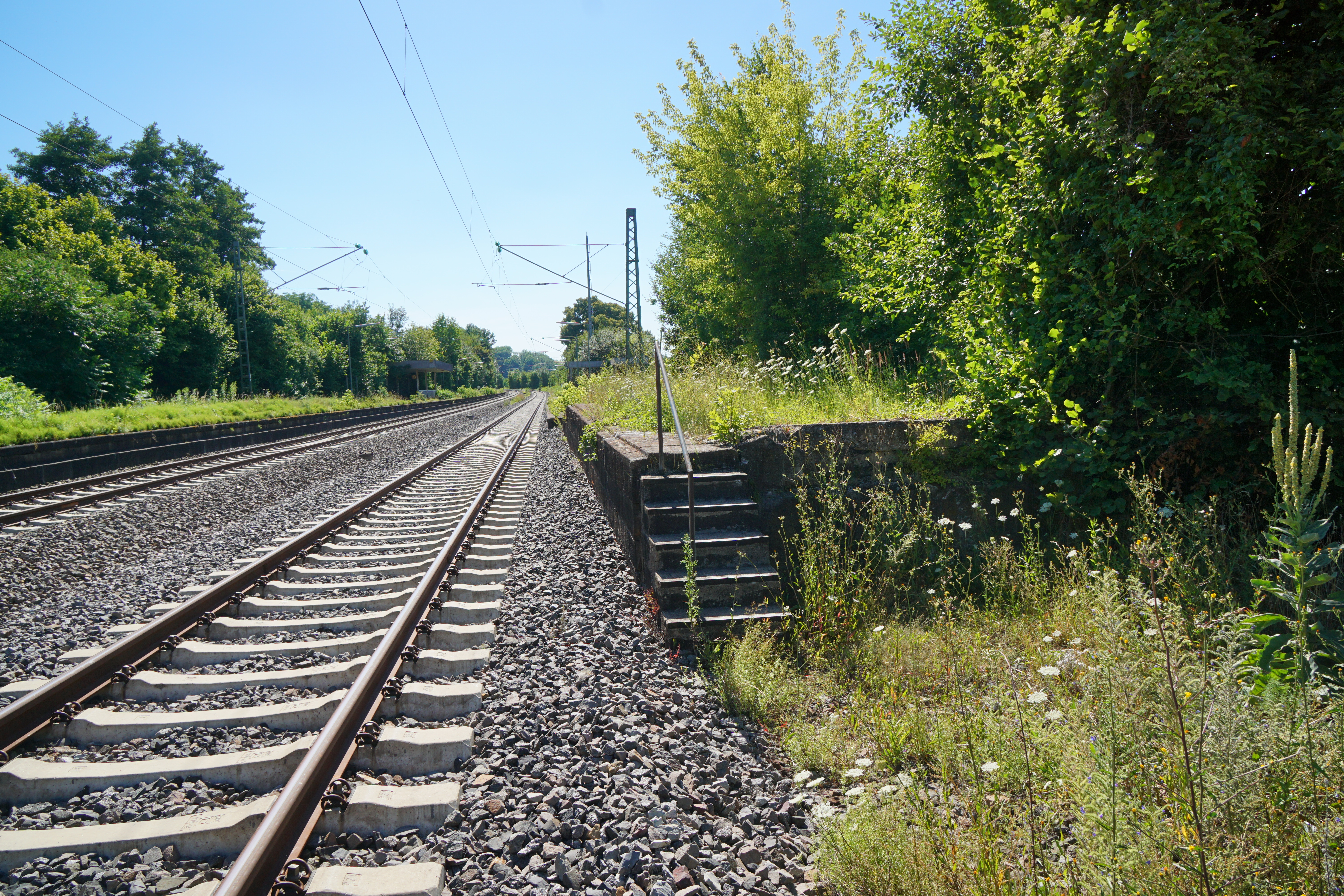
旧ネッカータイルフィンゲン駅

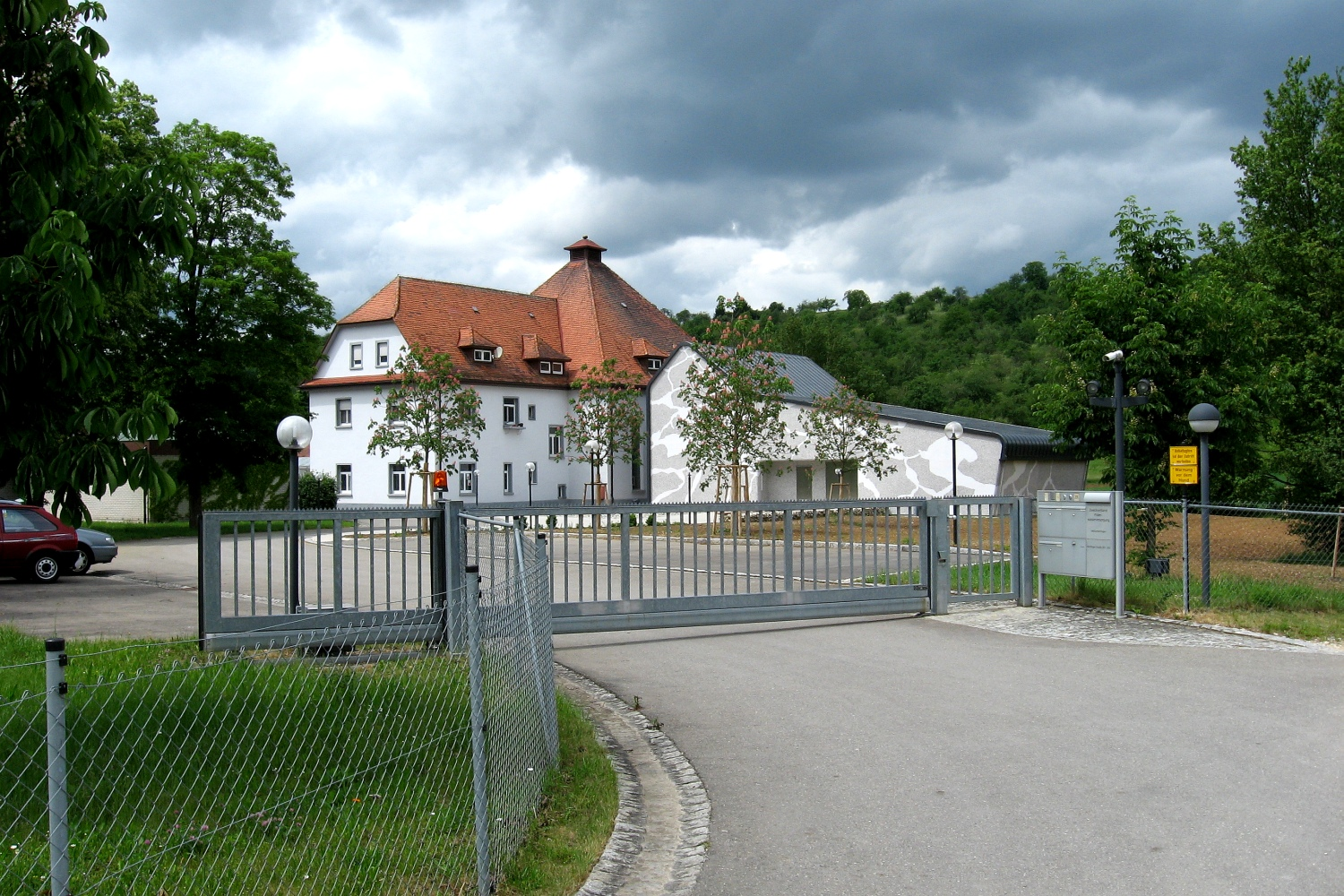
ネッカータイルフィンゲン水力発電所

### 交通
ネッカータイルフィンゲンは、古くから多くの街道の通過点であった。郵便馬車の時代にネッカータイルフィンゲンは、馬を交換する重要な宿駅であった。
1976年までドイツ連邦鉄道はプロヒンゲン - インメンディンゲン線の駅を運用していた。この駅は町から約 2 km 離れていた。この駅は最終的に採算がとれないために閉鎖され、駅舎は取り壊された。かつてのプラットホームには草が生い茂っている。
1995年に連邦道 297号線（B297号線）のバイパス道路が完成した。これにより町の洪水調節施設も完成した。この道路は町の中心部とネッカー川をトンネルで通過する。シュトゥットガルトおよびロイトリンゲンに向かうB312号線が、町の西部をかすめている。
公共旅客近郊交通は、バス路線188番（ニュルティンゲン行き）と190番（アイヒ行き）が担っている。75番のバス路線（ベルンハウゼンおよびデガーロッホ行き）は町の外れを通るだけである。いずれのバス路線もシュトゥットガルト交通・運賃連盟 (VVS) に組み込まれている。

### 教育
ネッカータイルフィンゲンには基礎課程学校リーベナウシューレがある。さらに幼稚園が3園ある。音楽学校には町内や近隣市町村から約713人が在籍しており、広範な教育を提供している。

### ライフライン
この町の電力網は、EnBW レギオナル AGによって運営されている。天然ガスの供給も行われている。この町は、ネッカータイルフィンゲン町内で水力発電所を運営するフィルダー水供給目的連合に加盟している。下水処理は、町の汚水処理場で行っている。廃棄物処理はエスリンゲン郡の廃棄物処理会社が担当している。

## 文化と見所

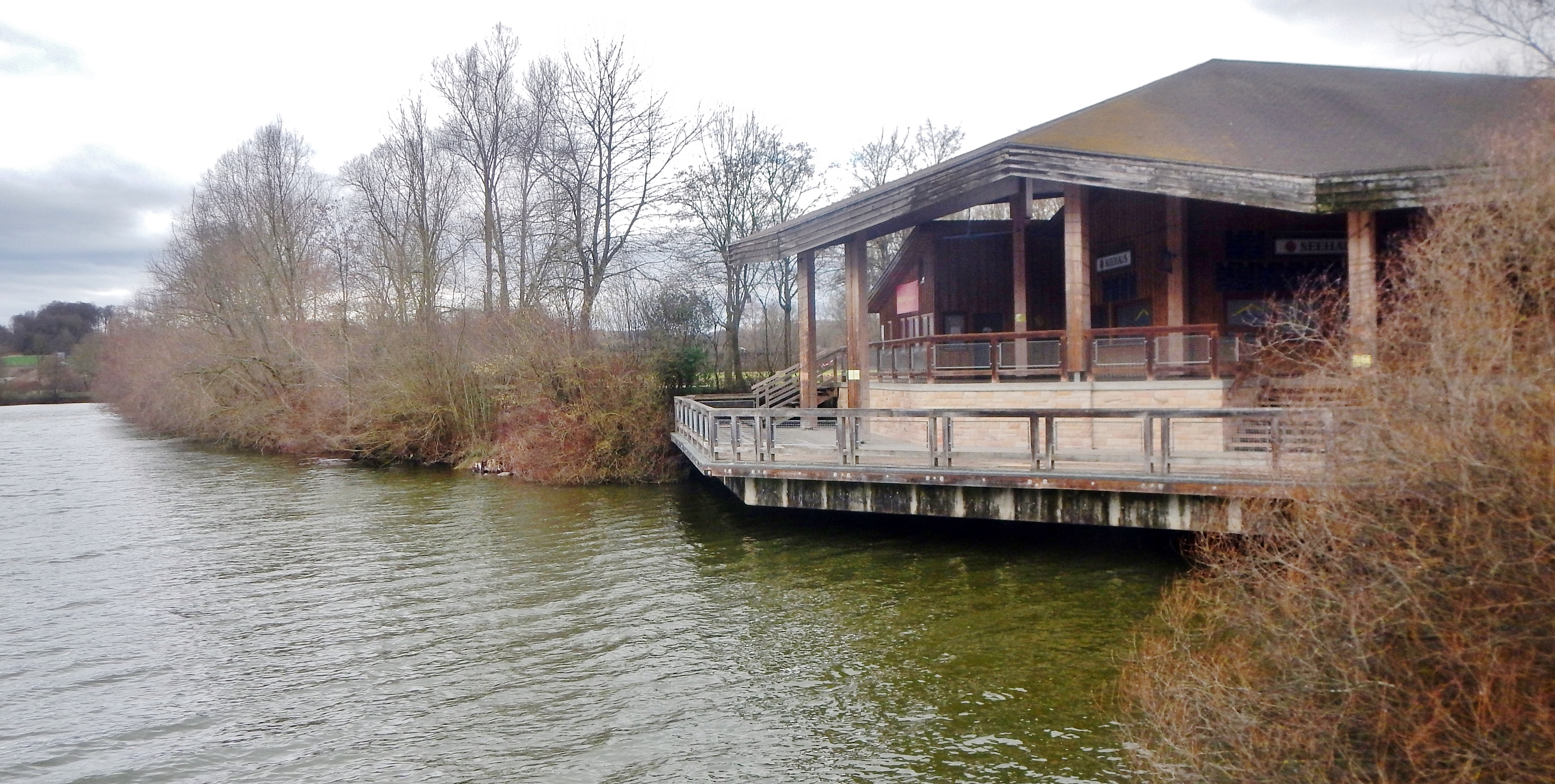
アイレスヴァーゼン湖

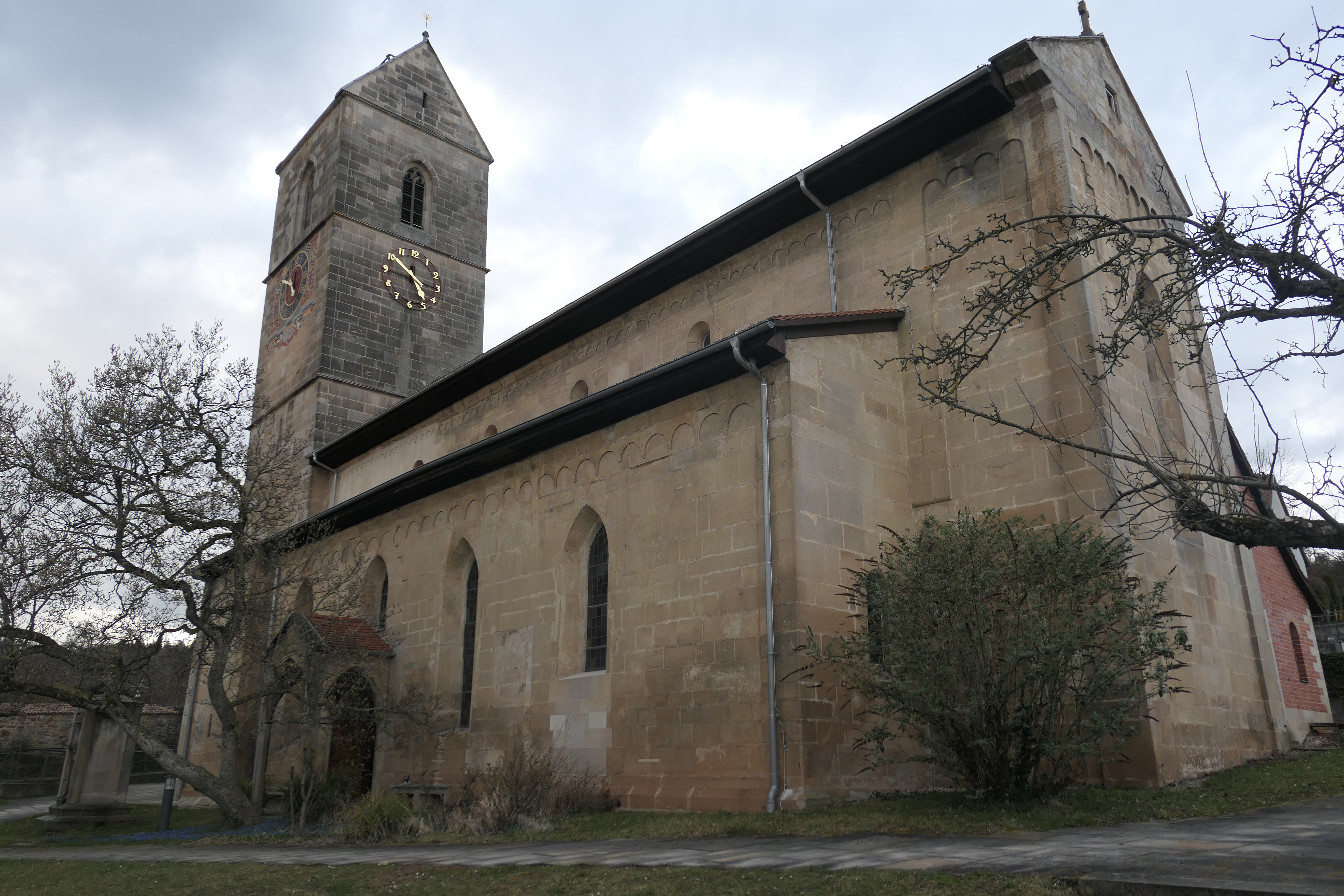
マルティンス教会

### 自然文化財
町内には9件の自然文化財がある。1883年に植えられたルターリンデ（セイヨウボダイジュ）、アイレスヴァーゼン湖の北側部分、B312号線の橋の西側にある水辺の森を含むネッカー川の古い川筋、様々な藪、湿った草地、雑木林がこれに含まれる。

### アイレスヴァーゼン湖
アイレスヴァーゼン湖は砂利採掘によって形成され、レストランや多くのビーチをもつこの湖は現在、広い地域で人気のハイキング地となっている。最も深い箇所の水深は 4 m である。ヌーディスト・ビーチもある。釣りについては釣りクラブが存在している。

### マルティンス教会
マルティンス教会は、ロマネスク建築と祭壇で広く知られている。スレート葺の塔は特に有名である。この教会はおそらく1111年に完成した。宗教改革の結果1536年に福音主義に転じ、現在はニュルティンゲン教会管区に属している。

### ネッカー橋
1847年に洪水と流氷によって損壊したネッカー川の木製の橋は、頑丈な6連アーチの砂岩の橋に架け替えられた。1945年4月にニュルティンゲンとテュービンゲンとの間のネッカー川の橋がフランス軍の進軍を止めるためにドイツ国防軍によって計画的に爆破されたが、ネッカータイルフィンゲンの橋だけが破壊を免れた。証言者によればこれは、町の勇気ある介入と幸運な状況によるものであった。

## 人物

### ゆかりの人物
- アグネス・ザッパー（1852年 - 1929年）作家。ネッカータイルフィンゲンの公証人の妻であった。
- グレース・ホフマン (1921年 - 2008年) アメリカ合衆国出身の声楽家。ネッカータイルフィンゲンに居住した。
- マティアス・ヤイスレ（1988年 - ）サッカー選手、指導者。ネッカータイルフィンゲンで育った。

## 関連図書
- Hans Schwenkel (1953). Heimatbuch des Kreises Nürtingen. Band 2. Würzburg. pp. 610–635
- Christoph Drüppel; Anita Raith (2000). Geschichte der Gemeinde Neckartailfingen. Neckartailfingen
- Landesarchiv Baden-Württemberg i. V., Landkreis Esslingen, ed (2009). Der Landkreis Esslingen, Band 2. Ostfildern: Jan Thorbecke Verlag. p. 181. ISBN 978-3-7995-0842-1
- August Friedrich Pauly, ed (1848). “Neckar-Thailfingen”. Beschreibung des Oberamts Nürtingen. Die Württembergischen Oberamtsbeschreibungen 1824–1886. Band 25. Stuttgart / Tübingen: Cotta’sche Verlagsbuchhandlung